# كاسا (قبعة)

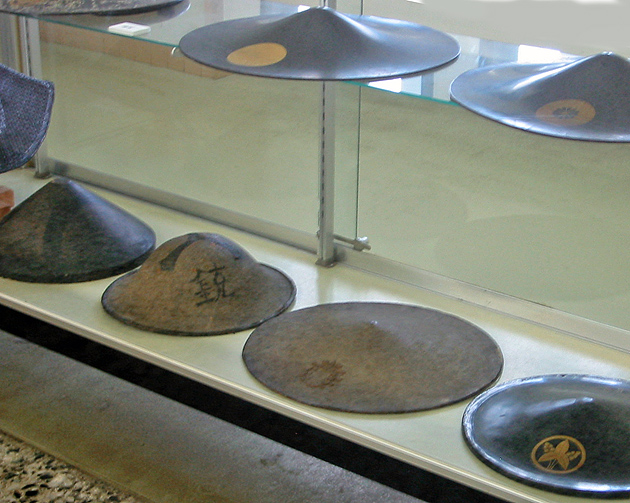
مجموعة من قبعات (جينغاسا) الخاصة بالساموراي معروضة في قلعة غيفو.

كاسا (باليابانية: 笠، بالروماجي: kasa
) هي تسمية عامة تطلق على مجموعة من قبعّات الرأس اليابانية التقليدية التي ظهرت وتطورت وأخذت اشكال وانواع مختلفة عبر التاريخ، واستخدمت لأغراض متعددة أهمها السفر للحماية من الشمس والأمطار وكجزء من الزي العسكري للمحاربين الساموراي، او كزي إحتفالي في المهرجانات.

## التسمية
تنطق الكلمة باليابانية اذا أتت منفردة (كاسا، 笠)، واذا أتت متصلة مع مقطع آخر (غاسا، gasa) كما في تسمية أحد أنواعها (جينغاسا، Jingasa).
يشترك حرف الكانجي المستخدم في اسم هذا النوع من القبعّات بالنطق مع حرف كاسا (傘 Kasa) والتي تعني مظلة.

## أنواعها
توجد أنواع عدة من هذه القبعات تختلف باختلاف الاستخدام أو الطبقة المجتمعية اليابانية او الحقبة التاريخية، ومنها:
- أجيروغاسا (網代笠؟، Ajirogasa): قبعة مصنوعة من الخيزران او الخشب المنسوج المشذّب
- أميغاسا (編み笠؟، Amigasa): قبعة مصنوعة من القش المنسوج، وتستخدم في بعض الرقصات اليابانية الشعبية.
- فوكا-أميغاسا (深編み笠 Fukaamigasa؟): قبعة ذات نسج عميق.
- جينغاسا (陣笠؟، Jingasa): قبعة كان يستخدمها عادة الساموراي او جنود المشاة في فترة اليابان الاقطاعية، تصنع من مواد مختلفة منها الحديد، النحاس، الخشب، الورق، القصب، الجلد، وتحمل عادة شعار الأسرة أو القبيلة التي ينتمي اليها المحارب.[2][3]
- رونينغاسا (浪人笠؟، Rōningasa): قبعة تحمل تصميم مخروطي بالعادة، كان يرتديها الرونين (الساموراي الذي لا يخدم سيد معين).
- ساندوغاسا (三度笠؟، Sandogasa): قبعة سفر تصنع من الخيزان ذات تصميم واسع ومسطح للحماية من الشمس والمطر، وكانت مفضلة للمسافرين الذين يتنقلون بين مدن اليابان بانتظام.
- سوغيغاسا (菅笠؟، Sugegasa): قبعة مخروطية مدببة تصنع من نبات السعادى، تشبهها قبعات (نون-لا) في فيتنام، وقبعات (دوون) في كمبوديا.
- تاكوهاتسوغاسا (托鉢笠؟، Takuhatsugasa): قبعة الرهبان المتسولون البوذيون [الإنجليزية]، تصنع من سيقان الأرز بحجم كبير وتشبه الوعاء او الفُطر ولا تحتوي قمة مدببة، تغطي الرأس من للأعلى وحتى ثلثي الوجه مما يسمح للراهب البوذي بإخفاء هويته للتركيز على رحلته المتصوفة.
- تينغاي (天蓋؟، Tengai): قبعات رهبان الزنّ الرٌحّل (كوموسو [الإنجليزية]).
- توريويغاسا (鳥追笠؟، Torioigasa): قبعة قابلة للطي تستخدم بالعادة في مهرجان رقصة أوا [الإنجليزية] (اوا أودوري).
- ياغيوغاسا (柳生笠؟، Yagyūgasa): ليست نوع تن القبعان، إنما تشير الى شعار عشيرة ياغيو [الإنجليزية] التي يحتوي رسم القبعة.

## معرض صور

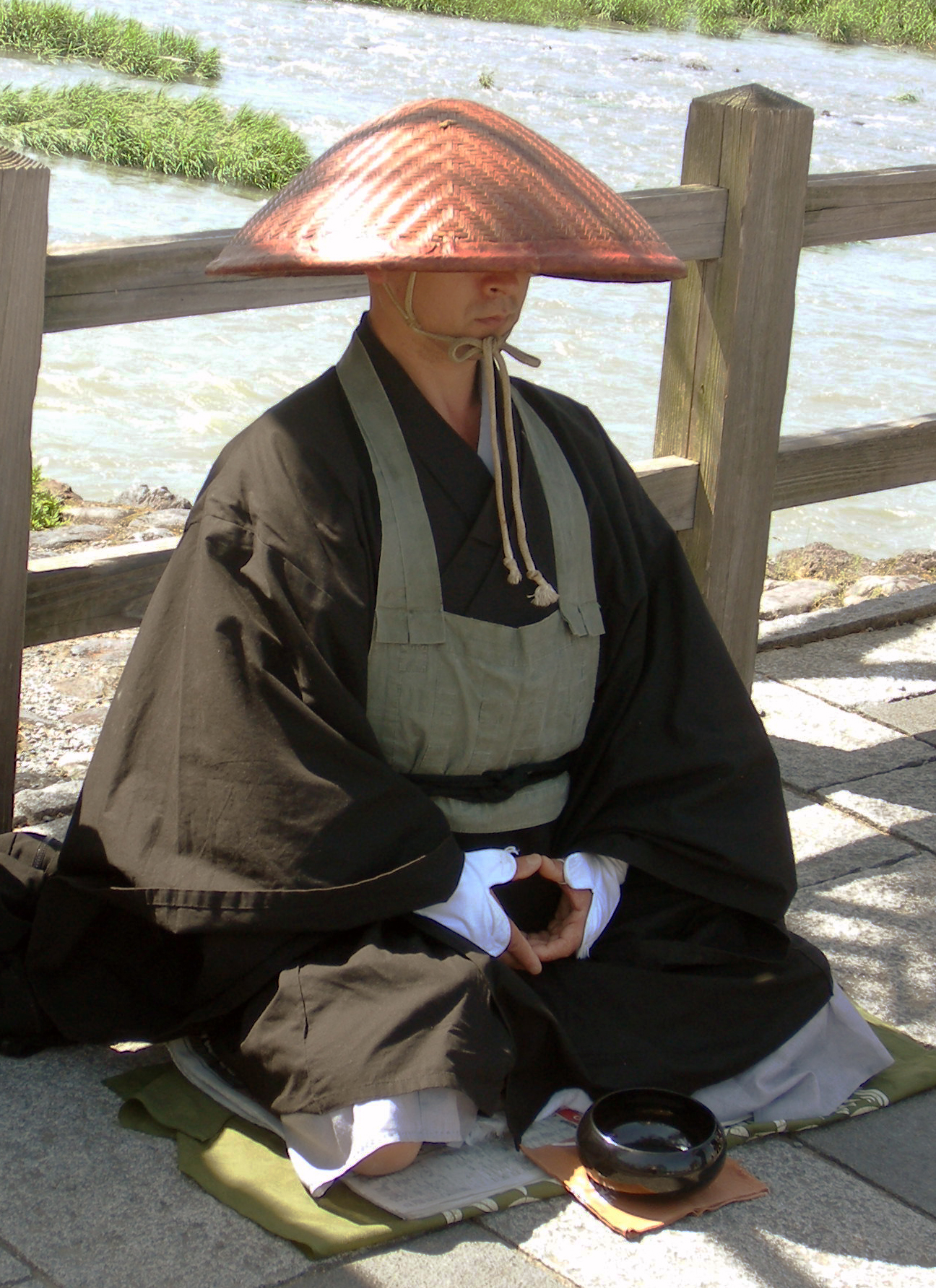
راهب بوذي ياباني يرتدي قبعة (تاكوهاتسوغاسا)
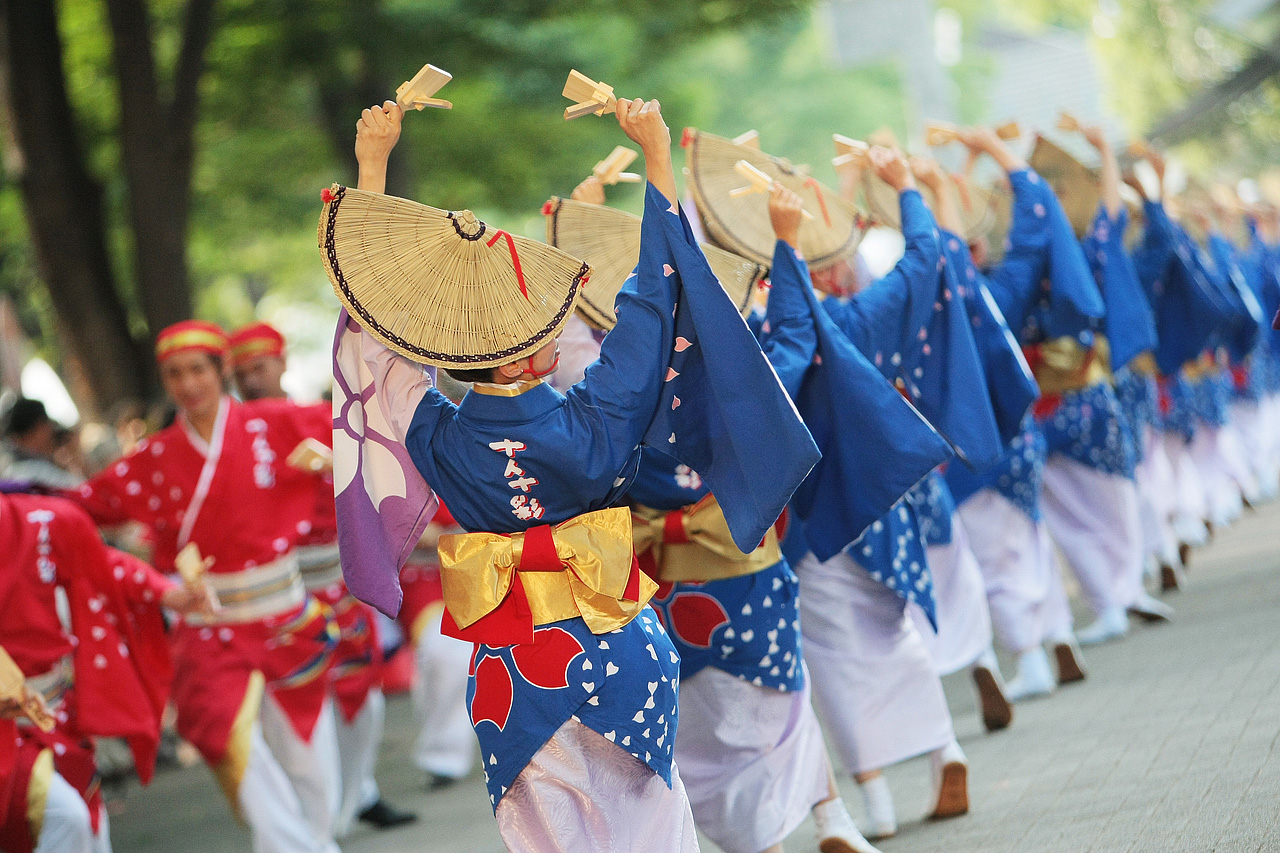
راقصات مهرجان أوا-أودوري يرتدين قبعة (توريويغاسا)، اثناء المهرجان عام 2007.
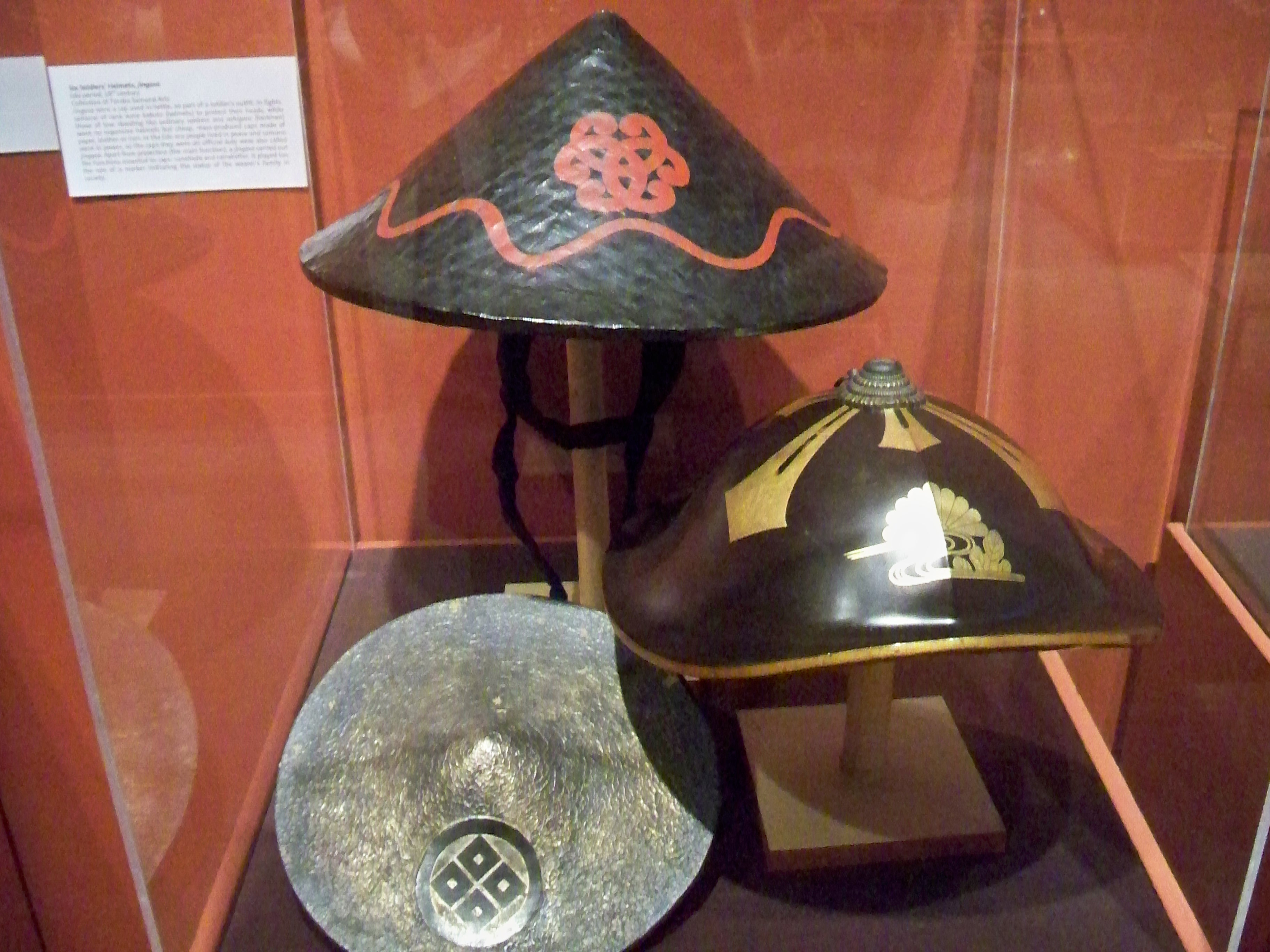
قبعات (جينغاسا) مختلفة خاصة بمحاربي الساموراي معروضة في حدث معرض (عودة الساموراي) في كندا سنة 2010.
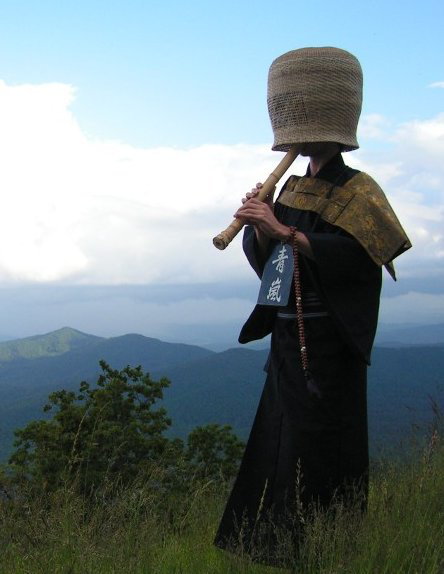
صورة لراهب كوموسو [الإنجليزية] يرتدي قبعة من نوع (تينغاي).
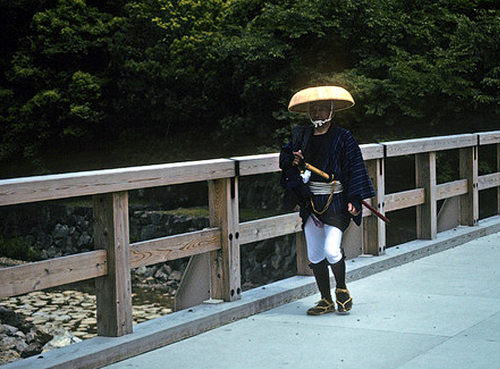
قبعة (ساندوغاسا).